# Kalott
| Kardinaler har röda kalotter, påven har vit. |  | Kardinaler har röda kalotter, påven har vit. |
| Kardinaler har röda kalotter, påven har vit. |  |                                              |

| Kilmössan ingår i folkdräkter från bland annat Värmland (Ny, vänster) och Hälsingland (Delsbo, höger). |  | Kilmössan ingår i folkdräkter från bland annat Värmland (Ny, vänster) och Hälsingland (Delsbo, höger). |
| Kilmössan ingår i folkdräkter från bland annat Värmland (Ny, vänster) och Hälsingland (Delsbo, höger). |  | |

Kalott (franska: calotte) är en liten mjuk hatt utan brätten, som tätt omsluter hjässan. Den förekommer i många kulturer och i många utföranden. Österländska män bär den ibland under turbanen.
Kalotten (italienska zucchetto, efter zucca – 'huvud') tillhör den romersk-katolska prästdräkten och bärs av prelaterna över tonsuren. Den har samma färg som kaftanen; de lägre prästerna har svart, biskoparna violett, kardinalerna har röd, medan påvens kalott är vit.
I Sverige var kalott vanlig under stormaktstiden. En svart kalott tillhörde den äldre prästdräkten men brukades också inom den lärda yrkena, liksom av ”högre” borgare.
En variant av kalott, kallad kilmössa eftersom den är sydd av kilformade delar, är del av vissa svenska folkdräkter. Den kalott som bärs av judar kallas kippa. I många områden där man bär huvuddukar eller turbaner viras den ofta över en kalott av något slag.